# Rattanakosin Sakarat
Rattanakosin Sakarat is een vorm van jaartelling die gebruikt werd in Thailand. De Rattanakosin Sakarat begon in het jaar 1782 van de westerse jaartelling. In dat jaar begon de heerschappij van de Chakri-dynastie vanuit Bangkok. De naam Rattanakosin verwijst naar het gebied in Bangkok waar het koninklijk paleis ligt, Rattanakosin eiland. 
De Rattanakosin Sakarat werd gebruikt op munten in Thailand tijdens de heerschappij van koning Rama V.